# Winston-Salem Open
Winston-Salem Open este un turneu profesionist de tenis masculin jucat anual ca parte a Turului ATP. Locul de desfășurare este Universitatea Wake Forest din Winston-Salem, Carolina de Nord, Statele Unite. Evenimentul are loc aici din 2011 și face parte din categoria ATP World Tour 250, precum și din US Open Series. Turneul a fost organizat anterior în Long Island și New Haven înainte de a fi vândut și mutat în Winston-Salem.

## Rezultate

### Simplu
| Oraș gazdă               | An   | Campion               | Finalist              | Scor                    |
| ------------------------ | ---- | --------------------- | --------------------- | ----------------------- |
| Long Island (exhibition) | 1981 | Brian Teacher         | Yannick Noah          | 4–6, 6–3, 6–4           |
| Long Island (exhibition) | 1982 | Gene Mayer            | Johan Kriek           | 6–2, 6–3                |
| Long Island (exhibition) | 1983 | Gene Mayer            | Heinz Günthardt       | 6–7(9–11), 6–4, 6–0     |
| Long Island (exhibition) | 1984 | Ivan Lendl            | Andrés Gómez          | 6–2, 6–4                |
| Long Island (exhibition) | 1985 | Ivan Lendl            | Jimmy Connors         | 6–1, 6–3                |
| Long Island (exhibition) | 1986 | Ivan Lendl            | John McEnroe          | 6–2, 6–4                |
| Long Island (exhibition) | 1987 | Jonas Svensson        | David Pate            | 7–6, 3–6, 6–3           |
| Long Island (exhibition) | 1988 | Andre Agassi          | Yannick Noah          | 6–3, 0–6, 6–4           |
| Long Island (exhibition) | 1989 | Ivan Lendl            | Mikael Pernfors       | 4–6, 6–2, 6–4           |
| Long Island              | 1990 | Stefan Edberg         | Goran Ivanišević      | 7–6, 6–3                |
| Long Island              | 1991 | Ivan Lendl            | Stefan Edberg         | 6–3, 6–2                |
| Long Island              | 1992 | Petr Korda            | Ivan Lendl            | 6–2, 6–2                |
| Long Island              | 1993 | Marc Rosset           | Michael Chang         | 6–4, 3–6, 6–1           |
| Long Island              | 1994 | Yevgeny Kafelnikov    | Cédric Pioline        | 5–7, 6–1, 6–2           |
| Long Island              | 1995 | Yevgeny Kafelnikov    | Jan Siemerink         | 7–6(7–0), 6–2           |
| Long Island              | 1996 | Andrei Medvedev       | Martin Damm           | 7–5, 6–3                |
| Long Island              | 1997 | Carlos Moyá           | Patrick Rafter        | 6–4, 7–6(7–1)           |
| Long Island              | 1998 | Patrick Rafter        | Félix Mantilla        | 7–6(7–3), 6–2           |
| Long Island              | 1999 | Magnus Norman         | Àlex Corretja         | 7–6(7–4), 4–6, 6–3      |
| Long Island              | 2000 | Magnus Norman         | Thomas Enqvist        | 6–3, 5–7, 7–5           |
| Long Island              | 2001 | Tommy Haas            | Pete Sampras          | 6–3, 3–6, 6–2           |
| Long Island              | 2002 | Paradorn Srichaphan   | Juan Ignacio Chela    | 5–7, 6–2, 6–2           |
| Long Island              | 2003 | Paradorn Srichaphan   | James Blake           | 6–2, 6–4                |
| Long Island              | 2004 | Lleyton Hewitt        | Luis Horna            | 6–3, 6–1                |
| New Haven                | 2005 | James Blake           | Feliciano López       | 3–6, 7–5, 6–1           |
| New Haven                | 2006 | Nikolay Davydenko     | Agustín Calleri       | 6–4, 6–3                |
| New Haven                | 2007 | James Blake           | Mardy Fish            | 7–5, 6–4                |
| New Haven                | 2008 | Marin Čilić           | Mardy Fish            | 6–4, 4–6, 6–2           |
| New Haven                | 2009 | Fernando Verdasco     | Sam Querrey           | 6–4, 7–6(8–6)           |
| New Haven                | 2010 | Sergiy Stakhovsky     | Denis Istomin         | 3–6, 6–3, 6–4           |
| Winston-Salem            | 2011 | John Isner            | Julien Benneteau      | 4–6, 6–3, 6–4           |
| Winston-Salem            | 2012 | John Isner            | Tomáš Berdych         | 3–6, 6–4, 7–6(11–9)     |
| Winston-Salem            | 2013 | Jürgen Melzer         | Gaël Monfils          | 6–3, 2–1, ret.          |
| Winston-Salem            | 2014 | Lukáš Rosol           | Jerzy Janowicz        | 3–6, 7–6(7–3), 7–5      |
| Winston-Salem            | 2015 | Kevin Anderson        | Pierre-Hugues Herbert | 6–4, 7–5                |
| Winston-Salem            | 2016 | Pablo Carreño Busta   | Roberto Bautista Agut | 6–7(6–8), 7–6(7–1), 6–4 |
| Winston-Salem            | 2017 | Roberto Bautista Agut | Damir Džumhur         | 6–4, 6–4                |
| Winston-Salem            | 2018 | Daniil Medvedev       | Steve Johnson         | 6–4, 6–4                |
| Winston-Salem            | 2019 | Hubert Hurkacz        | Benoît Paire          | 6–3, 3–6, 6–3           |
| Winston-Salem            | 2021 | Ilya Ivashka          | Mikael Ymer           | 6–0, 6–2                |
| Winston-Salem            | 2022 | Adrian Mannarino      | Laslo Djere           | 7–6(7–1), 6–4           |
| Winston-Salem            | 2023 | Sebastián Báez        | Jiří Lehečka          | 6–4, 6–3                |
| Winston-Salem            | 2024 | Lorenzo Sonego        | Alex Michelsen        | 6–0, 6–3                |

### Dublu
| Oraș gazdă    | An   | Campioni                              | Finaliști                            | Scor                  |
| ------------- | ---- | ------------------------------------- | ------------------------------------ | --------------------- |
| Long Island   | 1990 | Guy Forget Jakob Hlasek               | Udo Riglewski Michael Stich          | 2–6, 6–3, 6–4         |
| Long Island   | 1991 | Eric Jelen Carl-Uwe Steeb             | Doug Flach Diego Nargiso             | 0–6, 6–4, 7–6         |
| Long Island   | 1992 | Francisco Montana Greg Van Emburgh    | Gianluca Pozzi Olli Rahnasto         | 6–4, 6–2              |
| Long Island   | 1993 | Marc-Kevin Goellner David Prinosil    | Arnaud Boetsch Olivier Delaître      | 6–7, 7–5, 6–2         |
| Long Island   | 1994 | Olivier Delaître Guy Forget           | Andrew Florent Mark Petchey          | 6–4, 7–6              |
| Long Island   | 1995 | Cyril Suk Daniel Vacek                | Rick Leach Scott Melville            | 5–7, 7–6, 7–6         |
| Long Island   | 1996 | Luke Jensen Murphy Jensen             | Hendrik Dreekmann Alexander Volkov   | 6–3, 7–6              |
| Long Island   | 1997 | Marcos Ondruska David Prinosil        | Mark Keil T.J. Middleton             | 6–4, 6–4              |
| Long Island   | 1998 | Julian Alonso Javier Sánchez          | Brandon Coupe Dave Randall           | 6–4, 6–4              |
| Long Island   | 1999 | Olivier Delaître Fabrice Santoro      | Jan-Michael Gambill Scott Humphries  | 7–5, 6–4              |
| Long Island   | 2000 | Jonathan Stark Kevin Ullyett          | Jan-Michael Gambill Scott Humphries  | 6–4, 6–4              |
| Long Island   | 2001 | Jonathan Stark Kevin Ullyett          | Leoš Friedl Radek Štěpánek           | 6–1, 6–4              |
| Long Island   | 2002 | Mahesh Bhupathi Mike Bryan            | Petr Pála Pavel Vízner               | 6–3, 6–4              |
| Long Island   | 2003 | Robbie Koenig Martín Rodríguez        | Martin Damm Cyril Suk                | 6–3, 7–6              |
| Long Island   | 2004 | Antony Dupuis Michaël Llodra          | Yves Allegro Michael Kohlmann        | 6–2, 6–4              |
| New Haven     | 2005 | Gastón Etlis Martín Rodríguez         | Rajeev Ram Bobby Reynolds            | 6–4, 6–3              |
| New Haven     | 2006 | Jonathan Erlich Andy Ram              | Mariusz Fyrstenberg Marcin Matkowski | 6–3, 6–3              |
| New Haven     | 2007 | Mahesh Bhupathi Nenad Zimonjić        | Mariusz Fyrstenberg Marcin Matkowski | 6–3, 6–3              |
| New Haven     | 2008 | Marcelo Melo André Sá                 | Mahesh Bhupathi Mark Knowles         | 7–5, 6–2              |
| New Haven     | 2009 | Julian Knowle Jürgen Melzer           | Bruno Soares Kevin Ullyett           | 6–4, 7–6(7–3)         |
| New Haven     | 2010 | Robert Lindstedt Horia Tecău          | Rohan Bopanna Aisam-ul-Haq Qureshi   | 6–4, 7–5              |
| Winston-Salem | 2011 | Jonathan Erlich Andy Ram              | Christopher Kas Alexander Peya       | 7–6(7–2), 6–4         |
| Winston-Salem | 2012 | Santiago González Scott Lipsky        | Pablo Andújar Leonardo Mayer         | 6–3, 4–6, [10–2]      |
| Winston-Salem | 2013 | Daniel Nestor Leander Paes            | Treat Huey Dominic Inglot            | 7–6(12–10), 7–5       |
| Winston-Salem | 2014 | Juan Sebastián Cabal Robert Farah     | Jamie Murray John Peers              | 6–3, 6–4              |
| Winston-Salem | 2015 | Dominic Inglot Robert Lindstedt       | Eric Butorac Scott Lipsky            | 6–2, 6–4              |
| Winston-Salem | 2016 | Guillermo García-López Henri Kontinen | Andre Begemann Leander Paes          | 4–6, 7–6(8–6), [10–8] |
| Winston-Salem | 2017 | Jean-Julien Rojer Horia Tecău         | Julio Peralta Horacio Zeballos       | 6–3, 6–4              |
| Winston-Salem | 2018 | Jean-Julien Rojer Horia Tecău         | James Cerretani Leander Paes         | 6–4, 6–2              |
| Winston-Salem | 2019 | Łukasz Kubot Marcelo Melo             | Nicholas Monroe Tennys Sandgren      | 6–7(6–8), 6–1, [10–3] |
| Winston-Salem | 2021 | Marcelo Arévalo Matwé Middelkoop      | Ivan Dodig Austin Krajicek           | 6–7(5–7), 7–5, [10–6] |
| Winston-Salem | 2022 | Matthew Ebden Jamie Murray            | Hugo Nys Jan Zieliński               | 6–4, 6–2              |
| Winston-Salem | 2023 | Nathaniel Lammons Jackson Withrow     | Lloyd Glasspool Neal Skupski         | 6–3, 6–4              |
| Winston-Salem | 2024 | Nathaniel Lammons Jackson Withrow     | Julian Cash Robert Galloway          | 6–4, 6–3              |